# Sözcü TV
Sözcü TV ist ein türkischer privater Nachrichtensender der Estetik Yayıncılık mit Sitz in Istanbul.

## Gründung und Organisation
SZC TV (Abkürzung für Sözcü TV) ist ein Nachrichtensender, der auch die Sözcü Zeitung betreibt. Der Sender begann 2019 mit der Webübertragung und ging am 30. April 2021 auf YouTube auf Sendung. Am 21. Februar 2020 erwarb der Sender die Lizenz- und Frequenzrechte des lokalen Senders Sivas SRT. Nachdem er 1,5 Jahre auf die Logo-Genehmigung von RTÜK gewartet hatte, reichte der Sender Klage ein, als die Genehmigung für das Logo nicht erteilt wurde. Laut einer Entscheidung des 13. Verwaltungsgerichts von Ankara vom 8. Juni 2021 wurde das Logo von Sivas SRT, das sich bereits in der Testsendung befand, in SZC TV geändert. Am 7. Juli 2021 gab RTÜK die Genehmigung für die Logoänderung. Der Sender begann am 14. Juli 2021 mit Testsendungen auf Türksat. Nach fortgesetzten Testsendungen begann der Sender seine regulären Sendungen am 1. März 2023.

## Programm
- S Raporu – Nagihan Turhan, Ceylin Çağatay
- Sözcü Uyanma Vakti – Begüm Çamlı, İrem Sansak
- Sabah Kahvesi – Begüm Çamlı, Ceylin Çağatay, İrem Sansak, Burak Tatari
- Para Politika – Özlem Gürses, Damla Doğan Tuncel
- Son Söz – Savaş Kerimoğlu
- Gündem Masası – Can Coşkun, İrem Sansak
- Öncesi Sonrası – Senem Toluay Ilgaz, Gülinay Selçuk
- Haber Saati – Serap Belovacıklı
- Arena –  Uğur Dündar
- Türkiye'nin Sözü – Can Coşkun

## Haltung zur Regierung
Sözcü TV gilt als regierungskritisch. Der Sender gehört zur Mediengruppe des oppositionellen Nachrichtenportals und der Zeitung Sözcü, die in der Türkei für ihre kritische Haltung gegenüber der Regierung von Präsident Recep Tayyip Erdoğan bekannt ist. Sözcü TV bietet Programme, die sich mit politischen, gesellschaftlichen und wirtschaftlichen Themen befassen und häufig die Regierungspolitik hinterfragen oder kritisch beleuchten. Diese Haltung hat dem Sender wiederholt Konflikte mit der Regierung eingebracht, was ihn zu einer Stimme der Opposition in der türkischen Medienlandschaft macht.
Sözcü TV hat in der Vergangenheit Geldstrafen von der RTÜK (dem türkischen Rundfunk- und Fernsehaufsichtsrat) erhalten. Diese Strafen wurden häufig im Zusammenhang mit Regierungskritik verhängt. RTÜK hat den Sender mehrfach für verschiedene Verstöße gegen die Rundfunkregeln bestraft, was in der Türkei bei Medienorganisationen, die als kritisch gegenüber der Regierung gelten, nicht ungewöhnlich ist.
Die Geldstrafen und Maßnahmen gegen Sözcü TV und andere oppositionelle Medien stehen oft im Zusammenhang mit Vorwürfen wie der „Verbreitung von Fehlinformationen“, „Verletzung von Senderechten“ oder der „Verwendung unangemessener Sprache“. Diese Strafen werden von vielen als politisch motiviert angesehen, da sie häufig gegen Medien verhängt werden, die die Regierung kritisch beleuchten.